# Chrysiptera tricincta
Chrysiptera tricincta es una especie de peces de la familia Pomacentridae en el orden de los Perciformes.

## Morfología
Los machos pueden llegar alcanzar los 6 cm de longitud total.

## Hábitat
Es un pez de mar.

## Distribución geográfica
Se encuentra desde Indonesia hasta Samoa, las Islas Ryukyu, Australia (hasta Sídney) y Nueva Caledonia.